# 보텍스 (소프트웨어)
보텍스(Vortex) 스튜디오는 완전한 시뮬레이션 소프트웨어 플랫폼의 하나이다. 리기드 바디 역학, 충돌 감지, 접촉 결정, 동적 반응을 시뮬레이트하는 CM 랩스 시뮬레이션스가 개발한 고품질의 실시간 물리 엔진을 갖추고 있다.
모델 가져오기 및 준비 도구, 이미지 생성기, 네트워크 도구(배포 시뮬레이션용)도 포함하고 있으며 GUI 방식의 데스크톱 편집기를 경유한다. 보텍스는 조작자 훈련, 임무 계획, 제품 콘셉트 확인, 중장비 및 로봇공학 설계 및 시험, 햅틱 장치, 가상현실(VR) 환경을 위한 시각 시뮬레이션 애플리케이션의 물체에 대한 정확한 물리적 움직임, 상호작용을 추가한다.
보텍스 C++ SDK에는 물리학 기반 입자, 센서, 부체, 정지(整地), 붙잡기, 차량(바퀴 또는 트랙)을 시뮬레이트하는 여러 모델들이 있다. 보텍스는 모듈 방식의 구조를 지닌다: 개발자들은 자신들의 프로젝트를 OpenSceneGraph(OSG), 베가 프라임과 같은 3차원 시각화 프레임워크로 통합하고 이것들을 SIL(software-in-the-loop), MATLAB, HILS (HIL), 모션 플랫폼 구성 요소를 포함하는 환경에 배치시킬 수 있다.

## 서적
- David M. Bourg, Physics for Game Developers. O’Reilly, 2001.
- Murilo G. Coutinho, Dynamic Simulations of Multibody Systems. Springer-Verlag, 2001.
- Jack B. Kuipers, Quaternions and Rotation Sequences. Princeton University Press, 1998.
- Cornelius Lanczos, The Variational Principles of Mechanics. Dover Books, 1986.

## 같이 보기
- 물리 엔진